# Sidersaura
Sidersaura („hvězdný ještěr“) byl rod sauropodního dinosaura z čeledi Rebbachisauridae, který žil v období počínající pozdní křídy (geologický stupeň cenoman až turon, asi před 95 až 90 miliony let) na území dnešní Argentiny (lokalita Villa el Chocón, provincie Neuquén). Jedná se o první formálně popsaný taxon druhohorního dinosaura v kalendářním roce 2024, studie byla publikována online dne 3. ledna tohoto roku.

## Objev
Fosilie tohoto mohutného sauropoda byly objeveny v roce 2012 v sedimentech geologického souvrství Huincul a mají podobu nekompletní kostry, sestávající z fragmentů lebky, obratlů a kostí končetin. Byly objeveny také kostry dalších jedinců, představujících paratypy (mezi nimi se nachází i juvenilní jedinec). Typový exemplář (MMCh-PV 70) je dospělý jedinec, představující dinosaura dlouhého asi 18 až 20 metrů a vážícího kolem 15 tun. Stehenní kost tohoto největšího objeveného jedince měří na délku 155 cm a patří tak k největším mezi rebbachisauridními sauropody. Nedaleko místa objevu sidersaury byl nalezen také obří karcharodontosauridní teropod druhu Meraxes gigas, formálně popsaný roku 2022.
Druh Sidersaura marae byl formálně popsán na začátku ledna roku 2024, jeho rodové jméno odkazuje k "hvězdicovitému" tvaru hemálních oblouků dinosaura (kostí souvisejících s ocasní částí páteře) a druhové je poctou preparátorovi a řediteli instituce MMCh-PV jménem Mari Ripoll.

## Zařazení a popis
Sidersaura je nepochybně rebachisaurid, spadající možná do kladu (podčeledi) Nigersaurinae, se zástupci známými podle fosilních nálezů ze současné Jižní Ameriky, Afriky i západní Evropy. Blízce příbuzným rodem byl zejména Campananeyen, dále pak Itapeuasaurus, následně Zapalasaurus a také například Comahuesaurus. Blízce příbuzným taxonem byl také rod Astigmasaura, formálně popsaný roku 2025 rovněž z argentinského souvrství Huincul.

## Paleoekologie

Dinosauří megafauna souvrství Huincul.

Sidersaura patří k velkému množství sauropodů, známých ze sedimentů souvrství Huincul. Mezi nimi nalezneme gigantické titanosaury, jako je jeden z největších známých sauropodů Argentinosaurus huinculensis nebo téměř stejně velký Bustingorrytitan shiva, případně právě menší rebbachisauridy, jako je druh Cathartesaura anaerobica a Limaysaurus tessonei. Vyskytovalo se zde také množství teropodů různých velikostních kategorií (včetně taxonů jako jsou rody Mapusaurus, Taurovenator, Aoniraptor, Skorpiovenator, Tralkasaurus, Ilokelesia, Huinculsaurus, Overoraptor nebo Gualicho), a také početní ptakopánví dinosauři (zejména ornitopodi ze skupin Iguanodontia a Elasmaria).